# 中国油画院

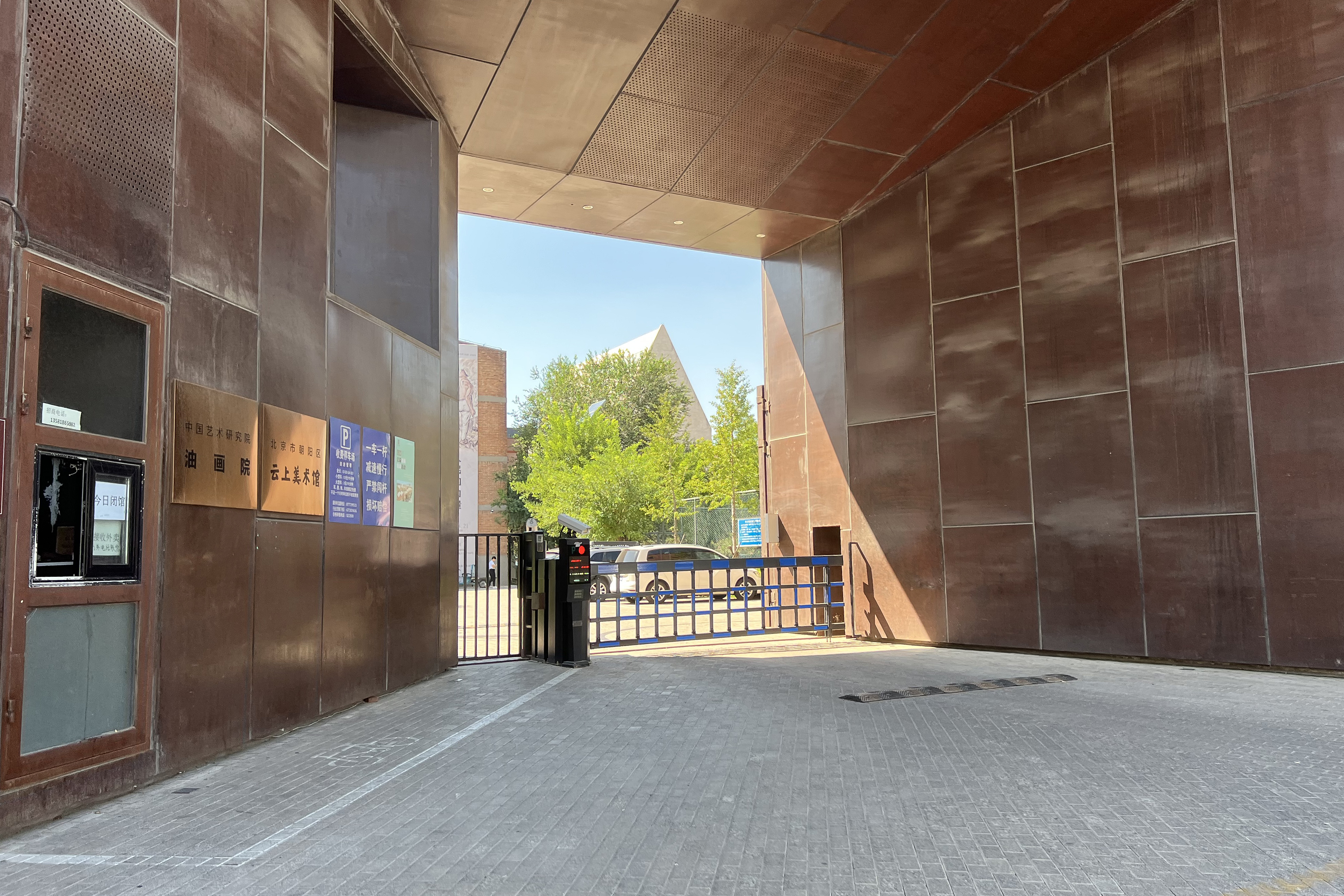
中国艺术研究院油画院

中国油画院，位于北京市朝阳区高碑店文化艺术新街1704号院，隶属中国艺术研究院，是集油画创作、研究、教学为一体的国家级艺术机构。

## 简介
中国油画院隶属中国艺术研究院，2007年9月26日成立。中国油画院是中华人民共和国成立以来第一次成立的国家级油画院。首任院长为杨飞云，特约艺术顾问为吴冠中、詹建俊、靳尚谊、朱乃正、钟涵、邵大箴、陈丹青。
中国油画院设有中国油画院美术馆，组织策划展览及学术研讨活动。
中国油画院还在筹备设立中国油画院博物馆，以展示经典油画，举办长期陈列展，定期举办主题展览。